# پیروالکتریسیته

مواد پیروالکتریک

پیروالکتریسیته یا تف‌الکتریکی (از واژه یونانی pyr به معنای آتش و electricity به معنای برق) خاصیت بلورهای ویژه‌ای است که به‌طور طبیعی از نظر الکتریکی قطبیده شده و درنتیجه دارای میدان‌های الکتریکی بزرگی هستند. می‌توان پیرو الکتریسیته را به عنوان توانایی برخی از مواد در تولید ولتاژ موقتی هنگام گرم یا سرد شدن توصیف کرد. تغییر دما موقعیت‌های اتم‌ها را در ساختار بلوری کمی اصلاح می‌کند، به طوری که قطبش مواد تغییر می‌کند. این تغییر قطبش باعث ایجاد ولتاژ روی بلور می‌شود. اگر دما در مقدار جدید خود ثابت بماند، ولتاژ پیروالکتریک به دلیل جریان نشتی به تدریج از بین می‌رود. این نشت می‌تواند به دلیل حرکت الکترون‌ها از طریق بلور، حرکت یون‌ها در هوا یا نشت جریان از طریق ولت‌سنج متصل به بلور باشد.

## توضیحات
پیروالکتریسیته را می‌توان به عنوان یک ضلع مثلث در نظر گرفت، که در آن هر گوشه نشان دهنده حالت‌های انرژی در بلور است: انرژی‌های جنبشی، الکتریکی و حرارتی. ضلع بین گوشه‌های الکتریکی و حرارتی نشان دهنده اثر پیروالکتریک است و هیچ انرژی جنبشی تولید نمی‌کند. ضلع بین گوشه‌های جنبشی و الکتریکی نشان دهنده اثر پیزوالکتریک است و هیچ حرارتی تولید نمی‌کند.
بار پیروالکتریک موجود در مواد معدنی در چهره‌های مخالف بلورهای نامتقارن ایجاد می‌شود. جهتی که در آن انتشار بار متمایل می‌شود معمولاً در سرتاسر یک ماده پیروالکتریک ثابت است، اما در بعضی از مواد، این جهت را می‌توان با یک میدان الکتریکی نزدیک تغییر داد. گفته می‌شود این مواد از خود فروالکتریکی نشان می‌دهند. تمام مواد پیروالکتریک شناخته شده نیز پیزوالکتریک هستند. مواد جدید مانند نیترید آلومینیوم بور (BAlN) و نیترید گالیم بور (BGaN) علی‌رغم پیروالکتریک بودن، پاسخ پیزوالکتریک صفر برای فشار در امتداد محور c در ترکیبات خاص دارند، این دو ویژگی با هم ارتباط نزدیک دارند. با این حال، توجه داشته باشید که برخی از مواد پیزوالکتریک دارای تقارن بلوری هستند که خاصیت پیروالکتریکی از خود بروز نمی‌دهند.
مواد پیروالکتریک عمدتاً سخت و بلوری هستند، با این وجود می‌توان با استفاده از الکترودها، به پیروالکتریک‌های نرم دست یافت.
پیروالکتریسیته به عنوان تغییر در قطبش خالص (یک بردار) متناسب با تغییر دما اندازه‌گیری می‌شود. ضریب پیروالکتریک کل که در تنش ثابت اندازه‌گیری می‌شود، مجموع ضرایب پیروالکتریک در فشار ثابت (اثر پیروالکتریک اولیه) و سهم پیزوالکتریک حاصل از انبساط حرارتی (اثر پیروالکتریک ثانویه) است. در شرایط عادی، حتی مواد قطبی نیز یک لحظه دو قطبی خالص را نشان نمی‌دهند. در نتیجه، هیچ معادل دو قطبی الکتریکی معادل با آهن‌ربا میله ای وجود ندارد زیرا گشتاور دو قطبی ذاتی توسط یک بار الکتریکی «آزاد» خنثی می‌شود که با هدایت داخلی یا از جوّ محیط بر سطح ایجاد می‌شود. بلورهای قطبی فقط ماهیت خود را وقتی آشکار می‌کنند که به نوعی آشفته می‌شوند و لحظه ای تعادل را با بار سطحی جبران کننده از بین می‌برند.
قطبش خود به خود وابسته به دما است، بنابراین یک کاوشگر آشفتگی خوب، یک تغییر دما است که جریان بار را از وسط به سطوح القا می‌کند. این اثر پیروالکتریک است. همه بلورهای قطبی پیروالکتریک هستند، بنابراین گاهی از ۱۰ کلاس بلور قطبی به عنوان کلاس‌های پیروالکتریک یاد می‌شود. از مواد پیروالکتریک میتوان به عنوان آشکارساز تشعشع طول طول موج مادون‌قرمز و میلی متر استفاده کرد. 

### شرح ریاضی
ضریب پیروالکتریک را می‌توان به عنوان تغییر در بردار قطبش خودبه‌خودی با دما توصیف کرد:
{\displaystyle p_{i}={\frac {\partial P_{S,i}}{\partial T}}}
که در آن pi برداری برای ضریب تف‌الکتریکی برحسب  (Cm-۲.K-۱)  است.

## تاریخچه
اولین اشاره به اثر پیروالکتریک در نوشته‌های تئوفراستوس (حدود ۳۱۴ سال قبل از میلاد مسیح) یافت شده‌است، وی خاطرنشان کرد که لنگوریون، تورمالین، هنگام گرم شدن می‌تواند خاک اره یا تکه‌های کاه را جذب کند. خواص تورمالین در سال ۱۷۰۷ توسط یوهان گئورگ اشمیت کشف شد، وی خاطرنشان کرد که این سنگ فقط خاکستر گرم را جذب می‌کند، نه خاکستر سرد. در سال ۱۷۱۷ لوئیس لمری، همان‌طور که اشمیت مشاهده کرد، متوجه شد که تکه‌های کوچک مواد غیر رسانا ابتدا جذب تورمالین می‌شوند، اما پس از تماس با سنگ توسط آنها دفع می‌شود. در سال ۱۷۴۷ اولین بار کارل لینه این پدیده را به برق مرتبط کرد (او تورمالین را Lapidem Electricum، «سنگ الکتریکی» نامید)، گرچه این امر تا سال ۱۷۵۶ توسط فرانتس آپینوس اثبات نشده بود.
تحقیقات در مورد انرژی الکتریکی در قرن نوزدهم پیچیده‌تر شد. در سال ۱۸۲۴ سر دیوید بروستر نامی را به نام امروزی گذاشت. ویلیام تامسون در سال 1878 و ولدمار وویگت در سال 1897 به توسعه نظریه ای برای فرآیندهای تولید برق الکتریکی کمک کردند. پیر کوری و برادرش، ژاک کوری، در دهه ۱۸۸۰ میلادی در مورد پیروالکتریسیته مطالعه کردند؛ و منجر به کشف برخی از مکانیزم‌های موجود در پیزوالکتریکی شدند.

## کلاس‌های بلور
تمام ساختارهای بلوری بر اساس تعداد محورهای چرخشی و صفحات بازتابشی که دارند، به یکی از سی و دو کلاس بلوری تعلق دارند که ساختار بلوری را بدون تغییر
(گروه‌های نقطه ای) ترک می‌کنند. از سی و دو کلاس بلوری، بیست و یک کلاس غیر متقارن هستند (مرکز تقارن ندارند). از این بیست و یک کلاس، بیست مورد از نوع پیزوالکتریسیته مستقیم هستند، که یکی دیگر از آنها کلاس مکعبی ۴۳۲ است. ده مورد از این بیست کلاس پیزوالکتریک قطبی هستند، یعنی دارای یک قطبش خود به خود، دارای دو قطبی در سلول واحد خود هستند و خاصیت پیروالکتریکی به نمایش می‌گذارند. اگر بتوان این دو قطبی را با استفاده از یک میدان الکتریکی معکوس کرد، گفته می‌شود این ماده فروالکتریک است. هر ماده دی الکتریک با استفاده از یک میدان الکتریکی، قطبی سازی دی الکتریک (الکترواستاتیک) ایجاد
می‌کند، اما ماده ای که دارای چنین جداسازی بار طبیعی حتی در غیاب یک میدان است، یک ماده قطبی نامیده می‌شود. قطبی بودن یا نبودن ماده فقط توسط ساختار بلوری آن تعیین می‌شود. فقط ۱۰ گروه از ۳۲ گروه نقطه ای قطبی هستند. همه بلورهای قطبی پیروالکتریک هستند، بنابراین گاهی از ده کلاس بلور قطبی به عنوان کلاس‌های پیروالکتریک یاد می‌شود.
کلاس‌های بلور پیزوالکتریک: 1, 2, m, 222, mm2, 4, -4, 422, 4mm, -42m, 3, 32, 3m, 6, -6, 622, 6mm, -62m, 23, -43m
پیروالکتریک: 1, 2, m, mm2, 3, 3m, 4, 4mm, 6, 6mm

### اثرات مرتبط
دو تأثیری که ارتباط تنگاتنگی با انرژی الکتریکی برق دارند، فروالکتریسیته و پیزوالکتریسیته هستند. به‌طور معمول مواد در سطح ماکروسکوپی تقریباً از نظر الکتریکی خنثی هستند. با این حال، بارهای مثبت و منفی مواد را لزوماً به صورت متقارن توزیع نمی‌کنند. اگر جمع بار زمان مسافت برای تمام عناصر سلول پایه برابر با صفر نباشد، سلول دارای یک گشتاور دو قطبی الکتریکی (یک مقدار بردار) خواهد بود. گشتاور دو قطبی در واحد حجم به عنوان قطب بندی دی الکتریک تعریف می‌شود. اگر این گشتاور دو قطبی با تأثیر تغییرات دمای اعمال شده، میدان الکتریکی اعمال شده یا فشار وارد شده تغییر کند، مواد به ترتیب پایرو الکتریک، فروالکتریک یا پیزوالکتریک هستند.
اثر فروالکتریک توسط موادی که در غیاب یک میدان الکتریکی اعمال شده از خارج دارای یک قطبش الکتریکی هستند، به نمایش گذاشته می‌شود به طوری که در صورت معکوس شدن میدان الکتریکی، قطبش می‌تواند معکوس شود. از آنجا که تمام مواد فروالکتریک، از خود، قطبی شدن خود به خودی نشان می‌دهند، همه مواد فروالکتریک نیز پیروالکتریک هستند (اما همه مواد پیروالکتریک، فرو الکتریک نیستند).
پیزوالکتریک توسط بلورهایی (مانند کوارتز یا سرامیک) که هنگام اعمال فشار، ولتاژ الکتریکی روی مواد ظاهر می‌شود، به نمایش گذاشته می‌شود. مشابه اثر پیروالکتریک، این پدیده به دلیل ساختار نامتقارن بلورها است که به یونها اجازه می‌دهد تا راحت تر از محورهای دیگر حرکت کنند. با وارد شدن فشار، هر طرف بلور یک بار مخالف به خود می‌گیرد و در نتیجه ولتاژ روی بلور افت می‌کند.
اثر پیروالکتریسیته نباید با ترموالکتریسیته اشتباه گرفته شود: در یک نمایش معمولی از پیروالکتریسیته، کل بلور از یک دما به دمای دیگری تغییر می‌کند، و در نتیجه یک ولتاژ موقت در سراسر بلور است. در یک نمایش معمولی از ترموالکتریسیته، یک قسمت از دستگاه در یک دما و قسمت دیگر در یک درجه حرارت دیگر نگه داشته می‌شود و نتیجه آن یک ولتاژ دائمی در دستگاه است تا زمانی که اختلاف دما وجود دارد. هر دو اثر تغییر دما را به پتانسیل الکتریکی تبدیل می‌کنند، اما اثر پیروالکتریک تغییر دما را با گذشت زمان به پتانسیل الکتریکی تبدیل می‌کند، در حالی که اثر ترموالکتریک تغییر دما را با موقعیت به پتانسیل الکتریکی تبدیل می‌کند.

## مواد پیروالکتریک
اگرچه مواد پیروالکتریک مصنوعی، مهندسی شده‌اند، اما اولین بار این اثر در مواد معدنی مانند تورمالین کشف شد. اثر پیروالکتریک در استخوان و تاندون نیز وجود دارد.
مهمترین مثال، نیترید گالیم، نیمه هادی است. میدان‌های الکتریکی بزرگ در این ماده در دیودهای ساطع کننده نور (LED) مضر است، اما برای تولید ترانزیستورهای قدرت مفید است.
در ایجاد مواد پیروالکتریک مصنوعی، معمولاً به صورت یک فیلم نازک، با استفاده از نیترید گالیم (Ga N)، نیترات سزیم (Cs N O 3)، پلی وینیل فلوراید، مشتقات فنیل پیریدین و فتالوسیانین کبالت پیشرفت حاصل شده‌است. تانتالات لیتیوم (Li Ta O 3) بلوری است که خصوصیات پیزوالکتریک و پیروالکتریک را به نمایش می‌گذارد، که برای ایجاد همجوشی هسته ای در مقیاس کوچک («همجوشی پیروالکتریک») استفاده شده‌است. اخیراً خصوصیات پیروالکتریک و پیزوالکتریک در اکسید هافنیوم تخدیر شده (Hf O 2) کشف شده‌است که ماده استاندار در تولید CMOS است.

## کاربردها

### حسگرهای گرما

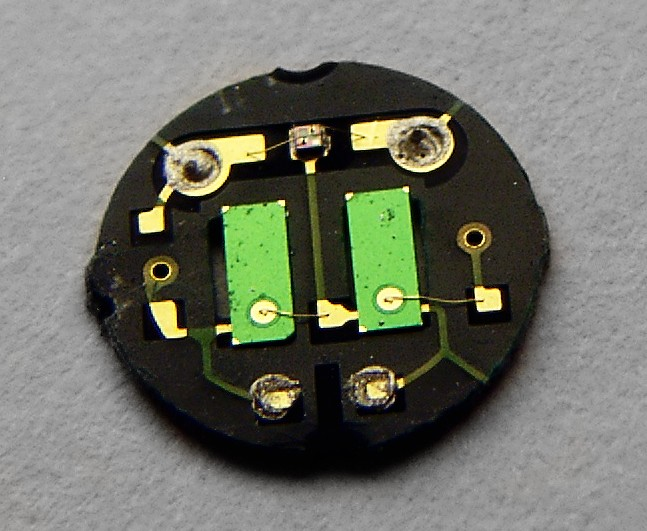
حسگر پیروالکتریک

تغییرات بسیار ناچیز دما می‌تواند پتانسیل حرارتی تولید کند. حسگرهای فروسرخ غیرفعال اغلب از مواد پیروالکتریک طراحی می‌شوند، زیرا گرمای انسان یا حیوان از چند فوت دور برای تولید ولتاژ کافی است.

### تولید برق
یک پیروالکتریک می‌تواند به‌طور مکرّر گرم شود و خنک شود ( مانند موتور حرارتی) تا انرژی الکتریکی قابل استفاده تولید کند. یک گروه محاسبه کردند که یک پیروالکتروتریک در یک چرخه اریکسون می‌تواند به ۵۰٪ از کارایی کارنو برسد، در حالی که یک مطالعه متفاوت یافته‌است مادّه‌ای از نظر تئوری می‌تواند به ۸۴–۹۲٪ از کارایی کارنو برسد (اینها مقادیر کارایی مربوط به خود پیروالکتریسیته، با توجه به تلفات ناشی از گرمایش و خنک سازی بستر، سایر تلفات انتقال حرارت و سایر تلفات در سایر نقاط سیستم است). از مزایای احتمالی ژنراتورهای پیروالکتریک برای تولید برق (در مقایسه با موتور حرارتی معمولی به همراه ژنراتور الکتریکی) می‌توان به موارد زیر اشاره کرد: دمای عملیاتی کارکرد پایین‌تر، تجهیزات کم حجم و قطعات متحرک کمتر. اگرچه چند حق ثبت اختراع برای چنین دستگاهی ثبت شده‌است، ولی به نظر نمی‌رسد که چنین تولیدکننده‌هایی در نزدیکی تجاری سازی باشند.

### همجوشی هسته ای
از مواد پیرو الکتریک برای تولید میدان‌های بزرگ الکتریکی لازم برای هدایت یون‌های دوتریوم در فرایند همجوشی هسته‌ای استفاده شده‌است. این مورد به عنوان همجوشی پیروالکتریک نیز شناخته می‌شود.